# Кайзерсвертские экскаваторные озёра (Дюссельдорф)

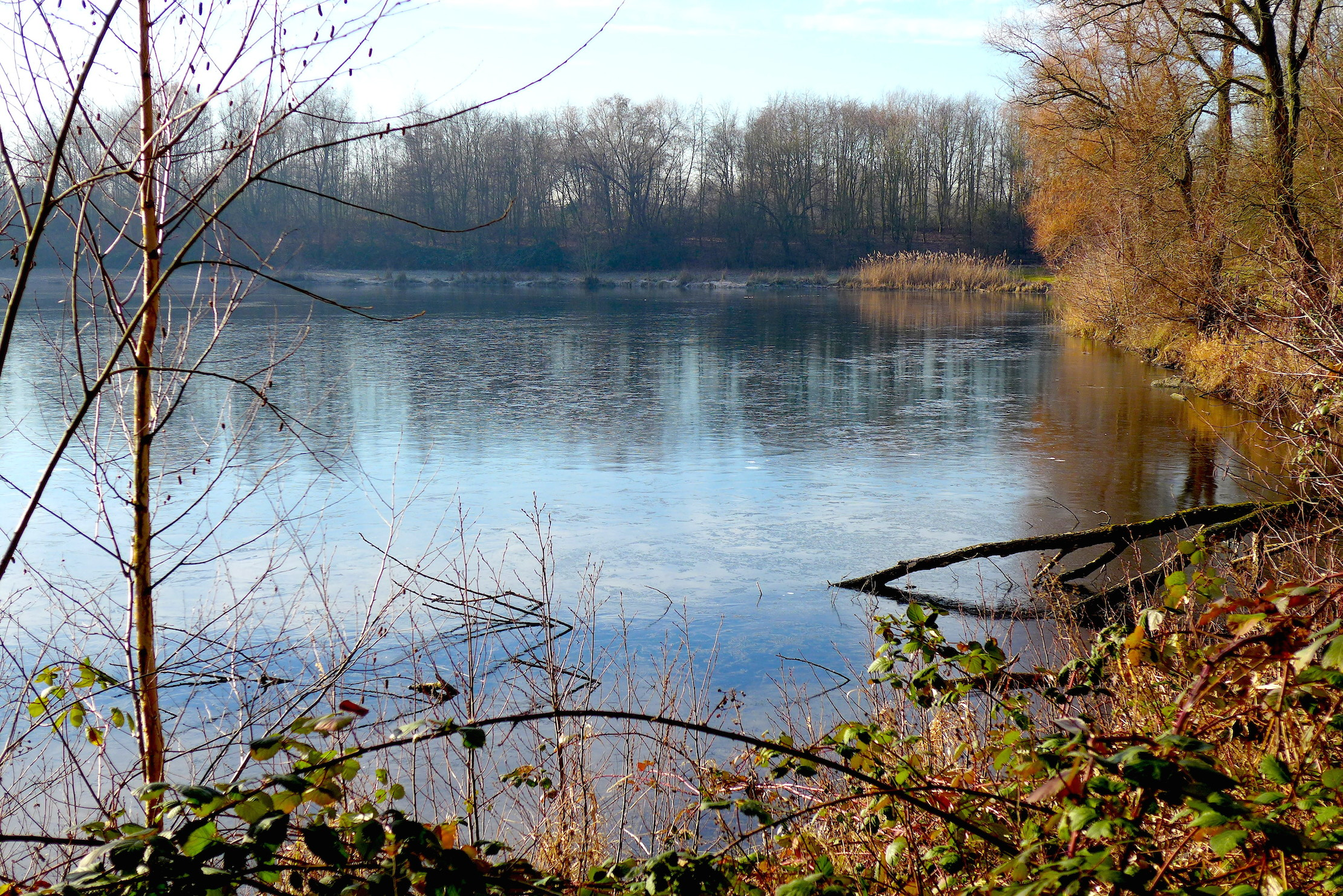
Озеро Флиднера, биотоп BK-4706-012, Кайзерсверт

Кайзерсвертские экскаваторные озёра (нем. Kaiserswerther Baggerseen) — природоохранный биотоп земельного значения на территории административных районов Кайзерсверт и Калькум в Дюссельдорфе (Северный Рейн-Вестфалия, Германия). Официальное наименование по кадастру природоохранных территорий Северного Рейна-Вестфалии — BK-4706-012. Образован на месте бывших (70-е годы XX века) карьеров по добыче песчано-гравийно-галечной смеси (аллювиальные отложения надпойменной террасы Рейна).

## Общая характеристика
Биотоп BK-4706-012 расположен вдоль юго-восточных границ Кайзерсверта и Калькума, рядом с федеральной автотрассой B8 (Bundesstraße 8), но закрыт от неё. С юго-запада биотоп ограничен улицей Киттельбах-штрассе, с запада улицей Альте Ланл-штрассе, с севере городскими постройками и с востока улицей Эндмунд-Бертрамс-Штрассе.
Общая площадь биотопа составляет 41.56 га. На этой территории находятся три крупных озера промышленного (карьеры) происхождения, получившие названия в память двух местных почитаемых католических святых (Свитберта (Suitbert) и Ламберта) и основателя кайзерсвертской диаконии Флиднера. По местной природоохранной классификации биотоп является ландшафтным заповедником с ограниченным правом ведения хозяйственной деятельности и возможностью отдыха на определённых участках для жителей Дюссельдорфа и окрестностей. На озёрах разрешена рыбная ловля в рамках закона о любительском рыболовстве.
Берега озёр имеют крутые склоны и значительные глубины (за исключением платных пляжей для купания). Территория вокруг озёр покрыта густой древесно-кустарниковой растительностью и только на южном берегу самого восточного пруда (Ламберта) распространились травянистые многолетники. На его восточном берегу выделена луговина для выпаса лошадей. Наряду с большими открытыми водными поверхностями в нескольких местах имеются небольшие заболоченные территории, используемые камышовыми жабами для икрометания. В этих новых рефугиумах обосновались также съедобная лягушка и озёрная лягушка. В отдельном маленьком безымянном прудике (южнее озера Свитберта) обосновались три вида амфибий. В его прибрежной зоне, закрытой для посетителей, нашли убежище кубышки. На территории биотопа прижился занесённый в Красную книгу Малый зуёк.
Работы по картированию биотопа начались 11 июня 1980 года и были продолжены 28 декабря 1989 года, 22 сентября 1993 года, 15 мая 1995 года.

## Охраняемые растения
Травянистые:

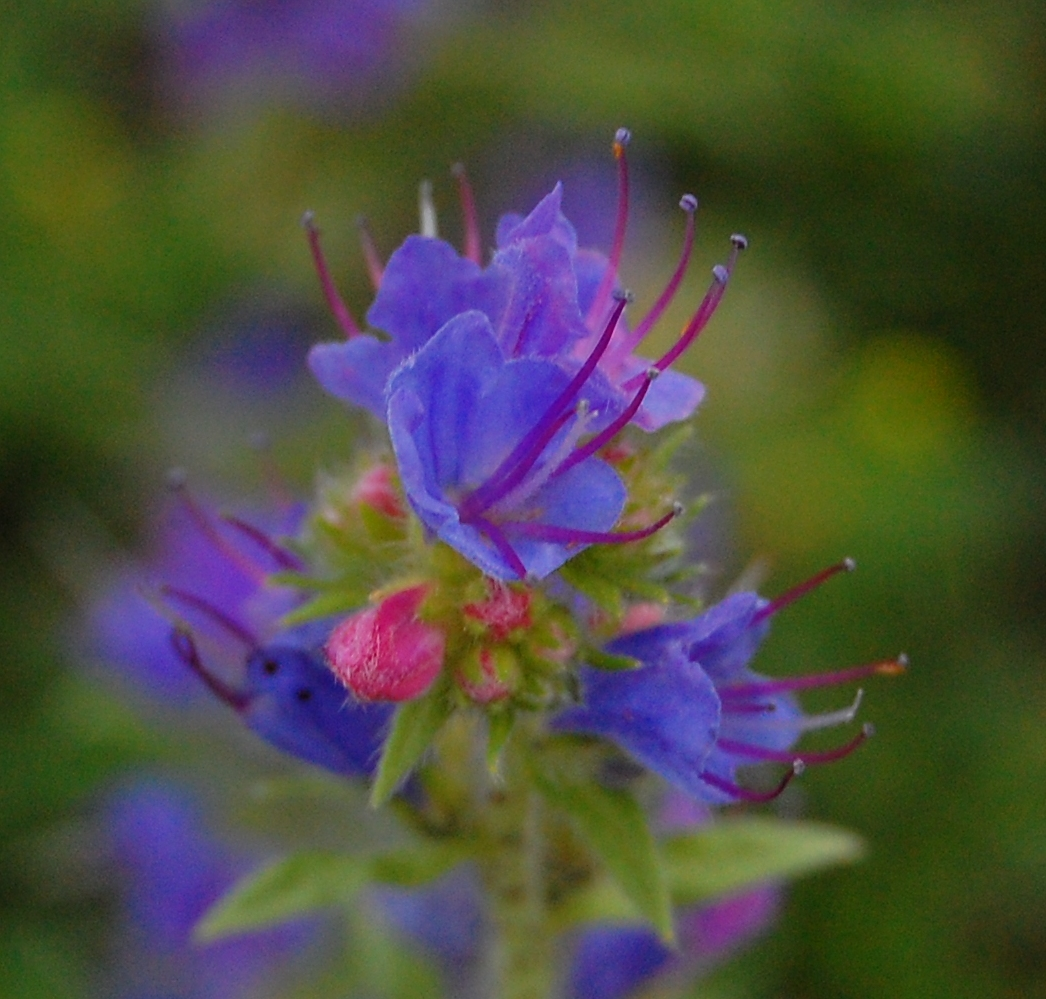
Cиняк обыкновенный

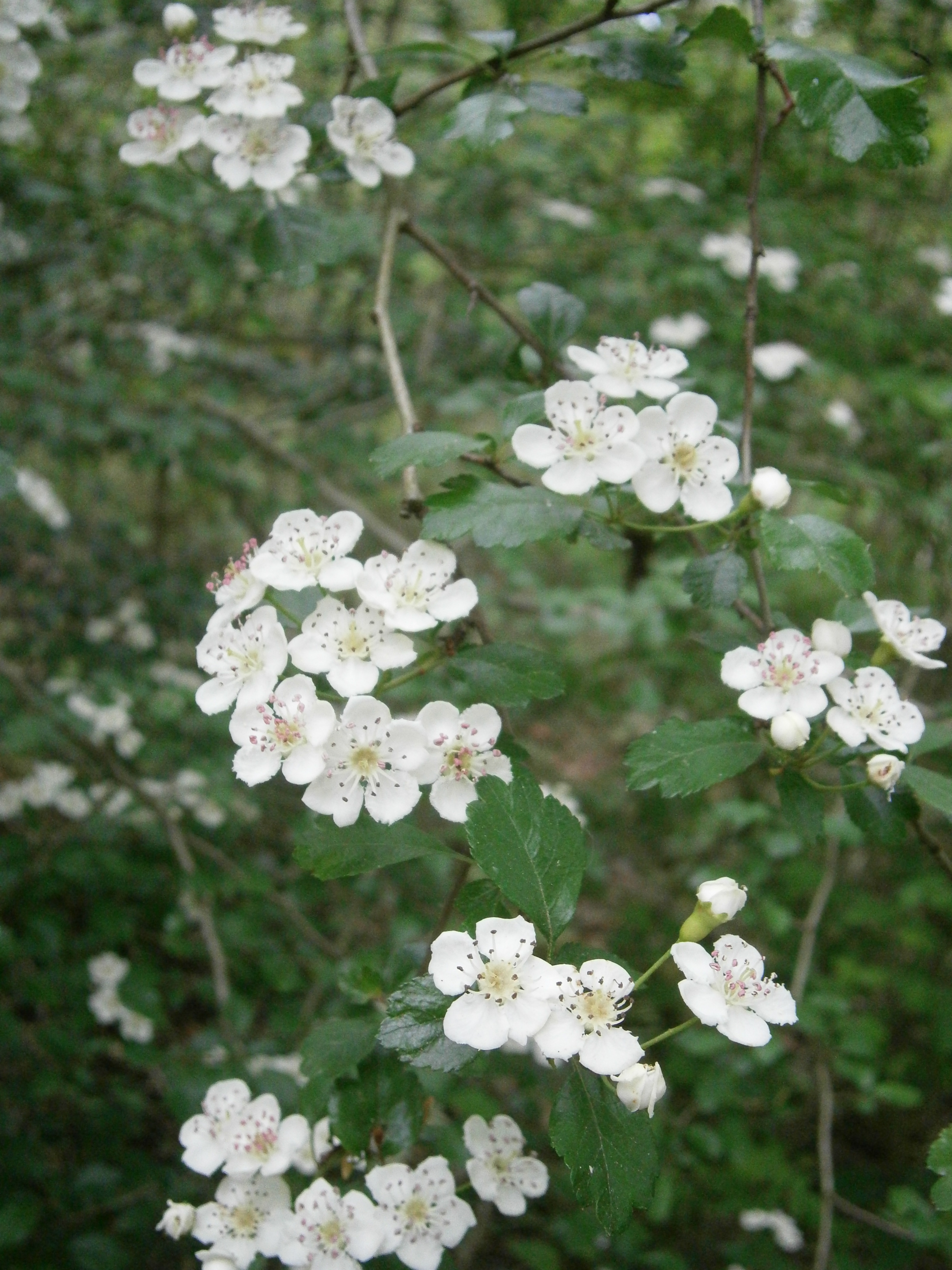
Боярышник обыкновенный

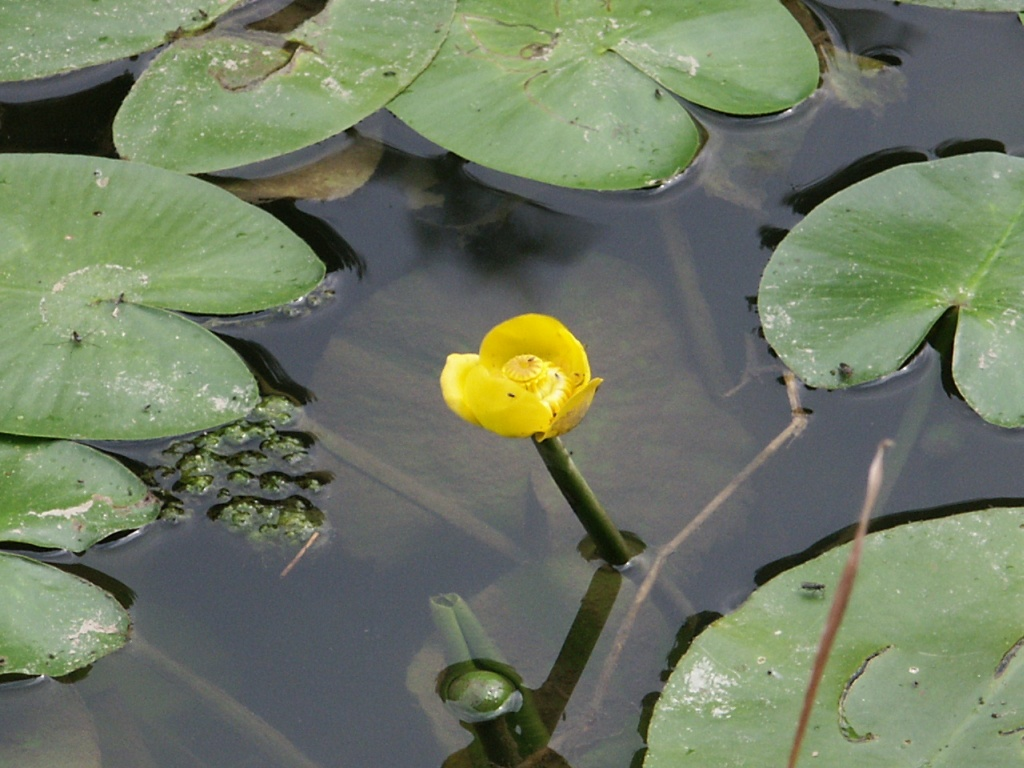
Кубышка жёлтая

- Ракитник венечный (Cytisus scoparius).
- Мелколепестник канадский (Erigeron canadensis)
- Ворсянка лесная (Dipsacus fullonum)
- Нивяник обыкновенный (Leucanthemum vulgare) (местная красная книга)
- Мышехвостник маленький[1] (Myosurus minimus)
- Пастернак посевной (Pastinaca sativa)
- Синяк обыкновенный (Echium vulgare)

Древесно-кустаниковые:
- Черёмуха поздняя (Prunus serotina)
- Клён полевой (Acer campestre)
- Конский каштан обыкновенный (Aesculus hippocastanum) (местная красная книга)
- Ольха чёрная (Alnus glutinosa)
- Лещина обыкновенная (Corylus avellana)
- Боярышник обыкновенный (Crataegus laevigata)
- Черешня (Prunus avium)
- Робиния ложноакациевая (Robinia pseudoacacia)
- Ива козья (Salix caprea)
- Ива ломкая (Salix fragilis)
- Ива прутовидная (Salix viminalis)
- Бузина чёрная (Sambucus nigra)
- Symphoricarpos albus (Symphoricarpos albus)
- Ежевика (Rubus sectio Rubus)

Водные:
- Тростник обыкновенный (Phragmites australis)
- Рогоз широколистный (Typha latifolia)
- Кубышка жёлтая (Nuphar lutea)
- Роголистник кубинский[2] (Ceratophyllum spec.)

## Охраняемые животные

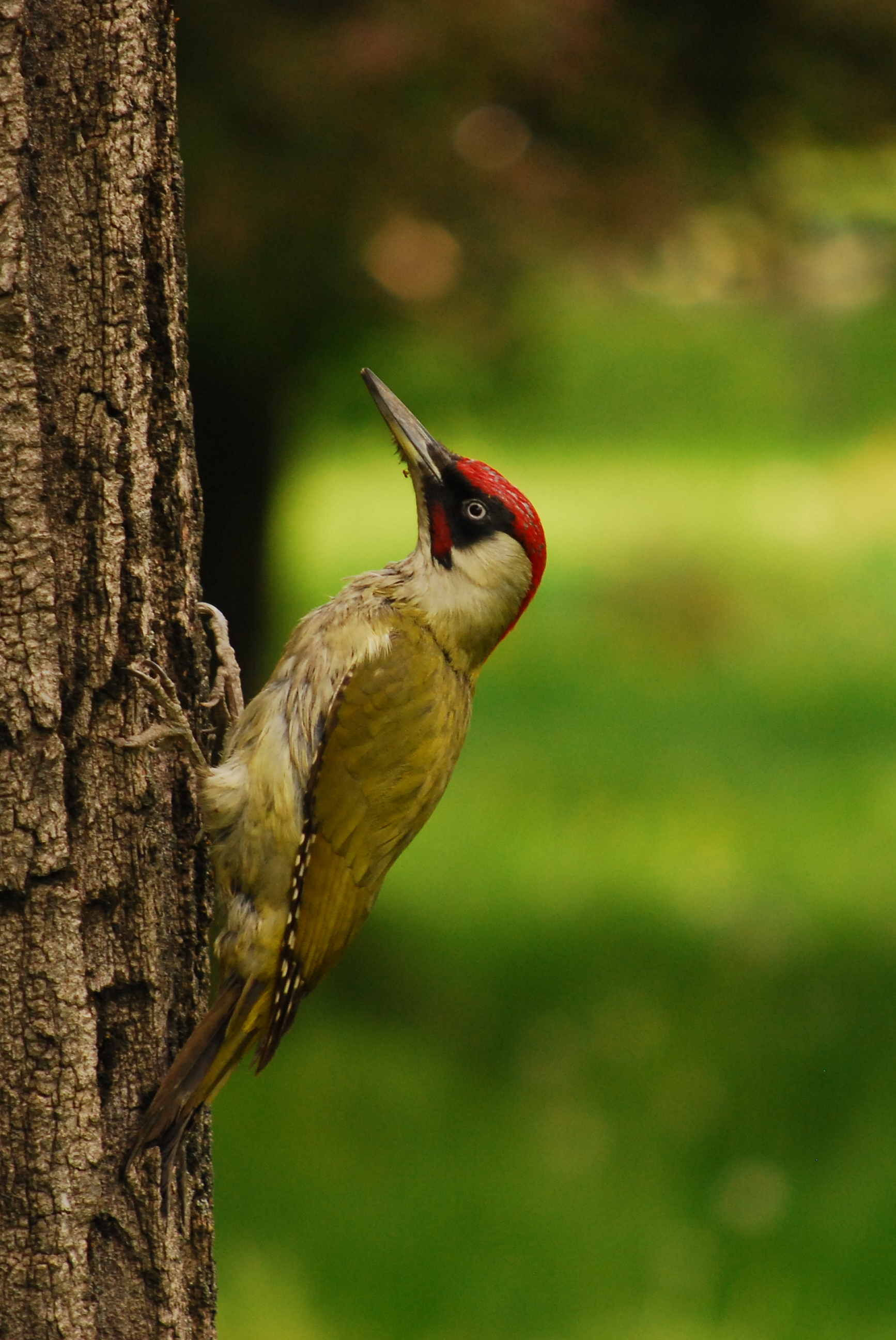
Зелёный дятель

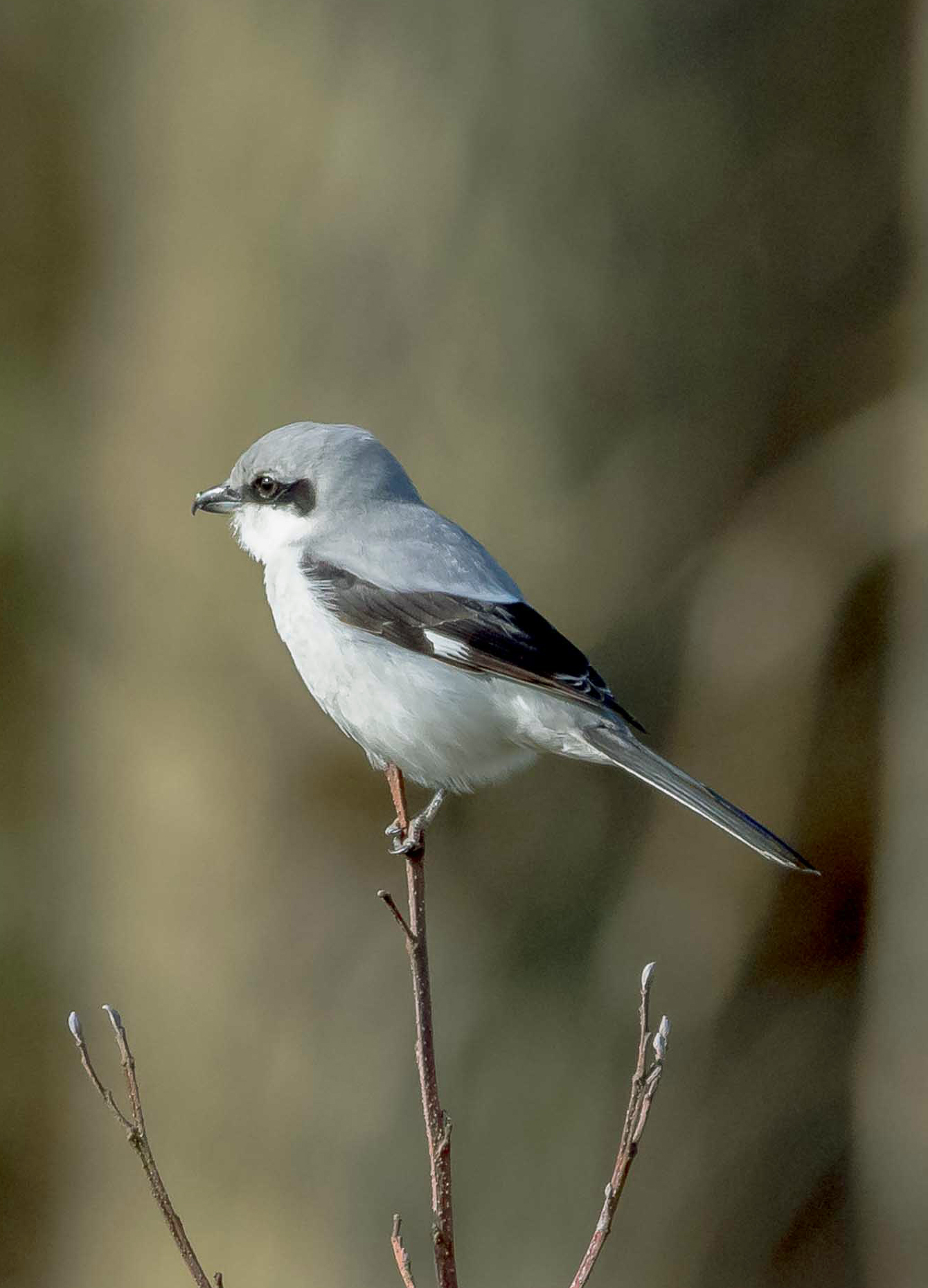
Серый сорокопут

- Водяная ночница (Myotis daubentonii) (местная красная книга)
- Большая поганка (Podiceps cristatus)
- Зелёный дятел (Picus viridis)
- Чибис (Vanellus vanellus) (местная красная книга)
- Болотная камышовка (Acrocephalus palustris)
- Канадская казарка (Branta canadensis) (местная красная книга)
- Малый зуёк (Charadrius dubius) (местная красная книга)
- Малая поганка (Tachybaptus ruficollis)
- Широконоска (Anas clypeata) (местная красная книга)
- Серая цапля (Ardea cinerea)
- Чернозобая гагара (Gavia arctica)
- Красноголовый нырок (Aythya ferina) (местная красная книга)
- Хохлатая чернеть (Aythya fuligula)
- Обыкновенный гоголь (Bucephala clangula)
- Обыкновенная гага (Somateria mollissima)
- Обыкновенная сипуха (Tyto alba) (местная красная книга)
- Перевозчик (Actitis hypoleucos) (местная красная книга)
- Береговушка (Riparia riparia) (местная красная книга)
- Вертишейка (Jynx torquilla) (местная красная книга)
- Серый сорокопут (Lanius excubitor) (местная красная книга)
- Луговой чекан (Saxicola rubetra) (местная красная книга)
- Камышовая жаба (Bufo calamita) (местная красная книга)
- Съедобная лягушка (Rana kl. esculenta)
- Обыкновенный тритон (Triturus vulgaris)
- Альпийский тритон (Triturus alpestris)

## Экологическая катастрофа
- Природоохранные территории Кайзерсверта